# 안누 라니
안누 라니(힌디어: अनु रानी, 1992년 8월 28일~)는 인도의 육상 선수로 주 종목은  창던지기이다. 2020년 하계 올림픽에 인도 국가대표로 참가했으며 현재 인도 여자 창던지기 국가 기록을 보유하고 있다.